# Once Upon a Time in Hollywood
Once Upon a Time in Hollywood (ook geschreven als Once Upon a Time in... Hollywood) is een Amerikaanse-Britse komische dramafilm uit 2019 die geschreven en geregisseerd werd door Quentin Tarantino. De productie beschikt over een ensemblecast bestaande uit onder meer Leonardo DiCaprio, Brad Pitt, Margot Robbie, Al Pacino, Dakota Fanning, Kurt Russell, Timothy Olyphant en Luke Perry.

## Verhaal
In februari 1969 vreest Hollywood-acteur Rick Dalton, de ster van de western-televisieserie Bounty Law uit de jaren vijftig, dat zijn ster aan het tanen is. Castingregisseur Marvin Schwarz raadt hem aan om in Italië spaghettiwesterns te maken, die volgens Dalton onder zijn niveau zijn. Daltons beste vriend en stuntdubbel Cliff Booth - een oorlogsveteraan die bedreven is in man-tegen-man-gevechten, die in een trailer woont met zijn pitbull, Brandy - rijdt met Dalton door Los Angeles omdat het rijbewijs van Dalton werd ingetrokken vanwege het rijden onder invloed. Booth heeft moeite om stuntwerk te vinden vanwege de geruchten dat hij zijn vrouw zou hebben vermoord. Actrice Sharon Tate en haar man, de regisseur Roman Polański, zijn in het huis naast dat van Dalton komen wonen. Dalton droomt ervan om vriendschap met hen te sluiten om zo zijn acteercarrière nieuw leven in te blazen. Die avond wonen Tate en Polański een feest vol beroemdheden bij in de Playboy Mansion.
De volgende dag haalt Booth herinneringen op aan een sparringwedstrijd die hij had met Bruce Lee op de set van The Green Hornet, waardoor Booth werd ontslagen. Ondertussen stopt een zekere Charlie bij de Polański-woning op zoek naar Terry Melcher, die daar vroeger woonde, maar wordt afgewezen door Jay Sebring. Tate doet boodschappen en stopt bij een bioscoop om zichzelf te zien in de film The Wrecking Crew.
Dalton speelt de rol van de slechterik in de pilootaflevering van de western-televisieserie Lancer en raakt in gesprek met zijn achtjarige co-ster Trudi Fraser. Tijdens het filmen heeft Dalton moeite om zijn tekst te onthouden en hij krijgt achteraf in zijn trailer een gewelddadige inzinking. Hij levert vervolgens een sterke prestatie die indruk maakt op Trudi en de regisseur, Sam Wanamaker, versterkt zijn zelfvertrouwen.
Booth pikt een vrouwelijke lifter genaamd "Pussycat" op en brengt haar naar Spahn Ranch, waar Booth ooit aan de set van Bounty Law werkte. Hij neemt nota van de vele hippies die daar wonen (de Manson Family). Booth vermoedt dat ze misbruik maken van de eigenaar van de ranch, George Spahn, en dringt erop aan hem te controleren ondanks de bezwaren van Lynette "Squeaky" Fromme. Booth spreekt eindelijk met Spahn, die zijn zorgen van de hand wijst. Bij het verlaten ontdekt Booth dat "Clem" een band van Daltons auto heeft lek gestoken. Booth slaat hem en dwingt hem om de band te vervangen. "Tex" wordt opgeroepen om de situatie aan te pakken, maar hij arriveert terwijl Booth wegrijdt.
Na het bekijken van Daltons gastoptreden in een aflevering van The F.B.I., boekt Schwarz hem als hoofdrolspeler in Sergio Corbucci's volgende spaghettiwestern, Nebraska Jim. Dalton neemt Booth mee voor een periode van zes maanden naar Italië, waarin hij twee extra westerns en een Eurospy-komedie filmt, en in het huwelijk treedt met de Italiaanse ster Francesca Capucci. Dalton laat Booth weten dat hij zijn diensten niet langer kan betalen.
Op de avond van 8 augustus 1969, hun eerste dag terug in Los Angeles, gaan Dalton en Booth uit voor een drankje om hun tijd samen te herdenken en keren dan terug naar het huis van Dalton. Tate en Sebring gaan uit eten met vrienden en keren achteraf terug naar het huis van Tate. Booth rookt een LSD-sigaret die hij eerder kocht van "Pussycat" en neemt Brandy mee voor een wandeling terwijl Dalton drankjes klaarmaakt. De Manson Family-leden "Tex", "Sadie", "Katie" en "Flowerchild" arriveren om iedereen in het huis van Tate te vermoorden, maar Dalton hoort hun luidruchtige geluiddemper en beveelt hen van zijn straat te gaan. De familieleden herkennen Dalton en veranderen hun plan. Ze besluiten in plaats daarvan hem te vermoorden, nadat "Sadie" redeneneert dat Hollywood hen "heeft geleerd te moorden". "Flowerchild" laat de groep in de steek en snelt weg met hun auto. Ze breken in het huis van Dalton in en confronteren Capucci en Booth. Booth herkent "Tex" van zijn bezoek aan Spahn Ranch en beveelt Brandy om hen aan te vallen. Samen doden ze "Tex" en verwonden "Sadie", hoewel Booth in de rechterdij wordt gestoken en flauwvalt na het doden van "Katie". "Sadie" strompelt naar buiten, wat Dalton alarmeert die in zijn zwembad naar muziek luisterde op een koptelefoon, zich niet bewust van het gevecht binnen. Dalton haalt een vlammenwerper tevoorschijn die eerder in een film werd gebruikt en verbrandt "Sadie". Nadat Booth in een ambulance wordt afgevoerd om voor zijn verwondingen te worden behandeld, betrekt Sebring Dalton in een gesprek buiten en ontvangt Dalton een uitnodiging voor een drankje met Tate en haar vrienden bij haar thuis, die hij accepteert waardoor Daltons filmcarrière waarschijnlijk nieuw leven in geblazen zal worden.

### Historische verwijzingen
De moorddadige hippies in de film zijn van de Manson family. Deze sekte pleegde in werkelijkheid in 1969 een aantal moorden in Los Angeles, waarbij de familie van Roman Polański (met o.a. Sharon Tate) de eerste slachtoffers waren. De film past de geschiedenis dus aan door deze hippies niet bij Tate maar bij Dalton langs te laten gaan waarna de aanslag mislukt en ze zelf sterven.
Rick Dalton is een fictieve televisieacteur die in veranderende tijden de overstap probeert te maken naar film. Volgens Tarantino behoort het personage tot de generatie van knappe, maar ruige (televisie)acteurs van de jaren 1960, bestaande uit onder meer George Maharis, Edd Byrnes, Tab Hunter, Fabian Forte, Vince Edwards en Ty Hardin. De regisseur beschreef het personage ook als "een goedkope versie van Steve McQueen". Stuntman Cliff Booth is dan weer een verwijzing naar stuntmannen als Hal Needham, Bud Ekins en Gary Kent. Zowel Pitt als Tarantino beschouwden de film Billy Jack (1971), en meer bepaald hoofdrolspeler Tom Laughlin, als inspiratiebron voor het personage.
Omdat het hoofdpersonage Rick Dalton een acteur is, werden ook enkele series en films uit de jaren 60 gedeeltelijk nagespeeld, waaronder de misdaadserie The F.B.I. (1965–1974), de variétéshow Hullabaloo (1965–1966) en de oorlogsfilm The Great Escape (1963). Voor het personage werd ook een fictieve westernserie, genaamd Bounty Law, bedacht. In de film speelt Dalton ook mee in de eerste aflevering van de westernserie Lancer (1968–1970). Luke Perry en Timothy Olyphant spelen respectievelijk Wayne Maunder en James Stacy, de hoofdrolspelers van Lancer. De aflevering werd geregisseerd door Sam Wanamaker, die in de film vertolkt wordt door Nicholas Hammond. De gastrol die door Rick Dalton vertolkt wordt in de Lancer-aflevering, werd in werkelijkheid vertolkt door acteur Joe Don Baker.
Mike Moh werd dan weer gecast als Bruce Lee, die een hoofdrol had in de tv-reeks The Green Hornet (1966–1967).
In de eerste scène van de film is de Wilhelm Scream te horen.

## Rolverdeling
| Acteur                    | Personage                       | Opmerkingen                                                    |
| ------------------------- | ------------------------------- | -------------------------------------------------------------- |
| Leonardo DiCaprio         | Rick Dalton                     |                                                                |
| Brad Pitt                 | Cliff Booth                     |                                                                |
| Margot Robbie             | Sharon Tate                     |                                                                |
| Emile Hirsch              | Jay Sebring                     |                                                                |
| Margaret Qualley          | Pussycat                        | Gebaseerd op Kathryn "Kitty" Lutesinger en Ruth Ann Moorehouse |
| Timothy Olyphant          | James Stacy                     |                                                                |
| Julia Butters             | Trudi Fraser                    |                                                                |
| Austin Butler             | Charles "Tex" Watson            |                                                                |
| Dakota Fanning            | Lynette "Squeaky" Fromme        |                                                                |
| Bruce Dern                | George Spahn                    |                                                                |
| Mike Moh                  | Bruce Lee                       |                                                                |
| Luke Perry                | Wayne Maunder                   | Laatste rol voor zijn dood                                     |
| Damian Lewis              | Steve McQueen                   |                                                                |
| Al Pacino                 | Marvin Schwarz                  |                                                                |
| Nicholas Hammond          | Sam Wanamaker                   |                                                                |
| Samantha Robinson         | Abigail Folger                  |                                                                |
| Rafał Zawierucha          | Roman Polański                  |                                                                |
| Lorenza Izzo              | Francesca Cappucci              |                                                                |
| Costa Ronin               | Wojciech Frykowski              |                                                                |
| Damon Herriman            | Charles Manson                  |                                                                |
| Lena Dunham               | Catherine "Gypsy" Share         |                                                                |
| Madisen Beaty             | Patricia "Katie" Krenwinkel     |                                                                |
| Mikey Madison             | Susan "Sadie" Atkins            |                                                                |
| James Landry Hébert       | Steve "Clem" Grogan             |                                                                |
| Maya Hawke                | Linda "Flowerchild" Kasabian    |                                                                |
| Victoria Pedretti         | Leslie "Lulu" Van Houten        |                                                                |
| Sydney Sweeney            | Dianne "Snake" Lake             |                                                                |
| Harley Quinn Smith        | "Froggie"                       |                                                                |
| Dallas Jay Hunter         | "Delilah"                       |                                                                |
| Kansas Bowling            | Sandra "Blue" Good              |                                                                |
| Parker Love Bowling       | "Tadpole"                       |                                                                |
| Cassidy Hice              | Ella Jo "Sundance" Bailey       |                                                                |
| Ruby Rose Skotchdopole    | "Butterfly"                     |                                                                |
| Danielle Harris           | "Angel"                         |                                                                |
| Josephine Valentina Clark | Catherine "Happy Cappy" Gillies |                                                                |
| Scoot McNairy             | "Business" Bob Gilbert          |                                                                |
| Clifton Collins jr.       | Ernesto "The Mexican" Vaquero   |                                                                |
| Courtney Hoffman          | Rebekka                         |                                                                |
| Dreama Walker             | Connie Stevens                  |                                                                |
| Rebecca Rittenhouse       | Michelle Phillips               |                                                                |
| Rumer Willis              | Joanna Pettet                   |                                                                |
| Spencer Garrett           | Allen Kincade                   |                                                                |
| Martin Kove               | Sheriff in Bounty Law           |                                                                |
| Rebecca Gayheart          | Billie Booth                    |                                                                |
| Kurt Russell              | Randy Miller                    |                                                                |
| Zoë Bell                  | Janet Miller                    |                                                                |
| Michael Madsen            | Sheriff Hackett in Bounty Law   |                                                                |
| Perla Haney-Jardine       | Dealende hippie-meisje          |                                                                |
| James Remar               | Ugly Owl Hoot in Bounty Law     |                                                                |
| Craig Stark               | Land Pirate Craig               |                                                                |
| Keith Jefferson           | Land Pirate Keith               |                                                                |
| Omar Doom                 | Donnie                          |                                                                |
| Dyani Del Castillo        | "Pebbles"                       |                                                                |
| Ronnie Zappa              | Bobby "Top Hat" Beausoleil      |                                                                |
| Daniella Pick             | Daphna Ben-Cobo                 |                                                                |
| Corey Burton              | Bounty Law Promo Aankondiger    | stem                                                           |
| Sayuri                    | Brandy                          |                                                                |

Tim Roth, James Marsden en Danny Strong kregen ook een rol maar werden uit de film geknipt.

## Productie

### Ontwikkeling
Quentin Tarantino schreef gedurende vijf jaar aan het scenario voor Once Upon a Time in Hollywood. Oorspronkelijk wilde hij het verhaal uitbrengen als een roman. De filmmaker groeide op in Los Angeles en was zes jaar toen de stad in 1969 opgeschrikt werd door de moorden van de Manson Family. Hij beschouwt Once Upon a Time in Hollywood als zijn meest persoonlijke film en de film die het dichtst in de buurt komt van Pulp Fiction (1994).
In juli 2017 raakte bekend dat Tarantino het script wilde verfilmen in samenwerking met The Weinstein Company, de studio die ook zijn vorige films had gefinancierd. Toen producent Harvey Weinstein in oktober 2017 door verschillende vrouwen van seksueel misbruik en grensoverschrijdend gedrag beschuldigd werd, kwam er een einde aan de samenwerking en ging Tarantino op zoek naar een nieuwe studio. Sony Pictures, Warner Bros., Universal Pictures, Paramount Pictures, Lionsgate en Annapurna Pictures dongen vervolgens mee naar de distributierechten. Tarantino eiste onder meer een productiebudget van zo'n 95 miljoen dollar, uitzonderlijk veel creatieve vrijheid en 25 procent van de bruto-opbrengsten van de film. In november 2017 raakte bekend dat Sony Pictures, dat eerder al de buitenlandse distributie van Tarantino's western Django Unchained (2012) had verzorgd, de productie in de wacht had gesleept.

### Casting
Toen de film in juli 2017 werd aangekondigd, werd bericht dat Brad Pitt en Jennifer Lawrence benaderd waren voor een rol. Nadien werden ook Margot Robbie en Samuel L. Jackson aan het project gelinkt. In januari 2018 werd Leonardo DiCaprio gecast als hoofdrolspeler en werd ook Tom Cruise aan het project gelinkt. In februari 2018 werd de casting van Pitt officieel. Een maand later werd bevestigd dat Robbie in de huid zou kruipen van actrice Sharon Tate en verklaarde ook Zoë Bell dat ze een rol had in de film. Robbie verdiepte zich in haar rol door Roman Polański's autobiografie Roman by Polanski (1984) te lezen, maar nam geen persoonlijk contact op met de controversiële regisseur. In mei 2018 werden onder meer Timothy Olyphant, Tim Roth, Kurt Russell en Michael Madsen gecast.
Tarantino onthulde dat hij specifiek voor Al Pacino een personage had geschreven in zijn scenario. Begin juni 2018 werd Pacino net als James Marsden, Dakota Fanning, Clifton Collins jr., Damian Lewis, Luke Perry en Emile Hirsch aan de cast toegevoegd. Once Upon a Time in Hollywood werd Luke Perry's laatste film; de acteur overleed na de opnames ten gevolge van een beroerte.
In juli 2018 werden onder meer Spencer Garrett, James Remar en Mike Moh gecast. Een maand later raakte bekend dat Lena Dunham en Austin Butler leden van de Manson Family zouden spelen, werd de Poolse acteur Rafał Zawierucha gecast als filmmaker Roman Polański en kreeg Damon Herriman de rol van sekteleider Charles Manson.
In mei 2018 werd de 82-jarige Burt Reynolds gecast als George Spahn, eigenaar van de ranch waar de Manson Family verbleef. Op 6 september 2018, nog voor hij zijn rol had kunnen opnemen, overleed Reynolds aan een hartaanval. Enkele weken later ging de rol naar Bruce Dern.

### Opnames
De opnames gingen op 18 juni 2018 van start in Los Angeles en eindigden eind november 2018. Er werd onder meer gefilmd in Burbank, aan de Cinerama Dome op Sunset Boulevard, in de Playboy Mansion in Holmby Hills en op Hollywood Boulevard (onder meer in het bekende restaurant Musso & Frank Grill). De Corriganville Movie Ranch in Ventura County werd als locatie gebruikt voor de Spahn Ranch, de westernset waar de Manson Family zich schuilhield. Verschillende bioscopen, winkels, horecazaken en opvallende reclamepanelen en muurschilderingen uit 1969 werden voor de film gereconstrueerd.
Omdat de verhaallijn van Robbies personage slechts gedeeltelijk overlapt met de verhaallijn van de personages van DiCaprio en Pitt deelden de twee acteurs zeer weinig opnamen. Samen stonden ze amper op de set. DiCaprio en Pitt waren ook de enige acteurs die het volledige script mochten lezen.

## Release
Op 21 mei 2019 ging de film in wereldpremière op het filmfestival van Cannes. Na het festival voegde Tarantino twee korte scènes toe aan de film en werd de speelduur verlengd met ongeveer twee minuten.
De Amerikaanse release van de film volgde op 26 juli 2019. In België en Nederland werd de film op respectievelijk 14 en 15 augustus 2019 uitgebracht. Aanvankelijk was de Amerikaanse première gepland voor 9 augustus 2019, omdat het dan precies 50 jaar geleden zou zijn dat Sharon Tate vermoord werd.

## Prijzen en nominaties
| Jaar | Prijs                    | Categorie                      | Genomineerde(n)              | Uitslag     |
| ---- | ------------------------ | ------------------------------ | ---------------------------- | ----------- |
| 2019 | Filmfestival van Cannes  | Gouden Palm                    | Quentin Tarantino            | Genomineerd |
| 2019 | National Board of Review | Top 10 films van het jaar      | Top 10 films van het jaar    | Gewonnen    |
| 2019 | National Board of Review | Beste regisseur                | Quentin Tarantino            | Gewonnen    |
| 2019 | National Board of Review | Beste mannelijke bijrol        | Brad Pitt                    | Gewonnen    |
| 2020 | Golden Globes            | Beste film (komedie/musical)   | Beste film (komedie/musical) | Gewonnen    |
| 2020 | Golden Globes            | Beste regie                    | Quentin Tarantino            | Genomineerd |
| 2020 | Golden Globes            | Beste acteur (komedie/musical) | Leonardo DiCaprio            | Genomineerd |
| 2020 | Golden Globes            | Beste mannelijke bijrol        | Brad Pitt                    | Gewonnen    |
| 2020 | Golden Globes            | Beste scenario                 | Quentin Tarantino            | Gewonnen    |
| 2020 | Critics' Choice Awards   | Beste film                     | Beste film                   | Gewonnen    |
| 2020 | Critics' Choice Awards   | Beste regie                    | Quentin Tarantino            | Genomineerd |
| 2020 | Critics' Choice Awards   | Beste acteur                   | Leonardo DiCaprio            | Genomineerd |
| 2020 | Critics' Choice Awards   | Beste mannelijke bijrol        | Brad Pitt                    | Gewonnen    |
| 2020 | Critics' Choice Awards   | Beste jonge actrice            | Julia Butters                | Genomineerd |
| 2020 | Critics' Choice Awards   | Beste acteerensemble           | Beste acteerensemble         | Genomineerd |
| 2020 | Critics' Choice Awards   | Beste originele scenario       | Quentin Tarantino            | Gewonnen    |
| 2020 | Critics' Choice Awards   | Beste camerawerk               | Robert Richardson            | Genomineerd |
| 2020 | Critics' Choice Awards   | Beste montage                  | Fred Raskin                  | Genomineerd |
| 2020 | Critics' Choice Awards   | Beste productieontwerp         | Barbara Ling, Nancy Haigh    | Gewonnen    |
| 2020 | Critics' Choice Awards   | Beste kostuumontwerp           | Arianne Phillips             | Genomineerd |
| 2020 | Critics' Choice Awards   | Beste grime en haarstijl       | Beste grime en haarstijl     | Genomineerd |
| 2020 | BAFTA Awards             | Beste film                     | Beste film                   | Genomineerd |
| 2020 | BAFTA Awards             | Beste regie                    | Quentin Tarantino            | Genomineerd |
| 2020 | BAFTA Awards             | Beste acteur                   | Leonardo DiCaprio            | Genomineerd |
| 2020 | BAFTA Awards             | Beste mannelijke bijrol        | Brad Pitt                    | Gewonnen    |
| 2020 | BAFTA Awards             | Beste vrouwelijke bijrol       | Margot Robbie                | Genomineerd |
| 2020 | BAFTA Awards             | Beste originele scenario       | Quentin Tarantino            | Genomineerd |
| 2020 | BAFTA Awards             | Beste montage                  | Fred Raskin                  | Genomineerd |
| 2020 | BAFTA Awards             | Beste productieontwerp         | Beste productieontwerp       | Genomineerd |
| 2020 | BAFTA Awards             | Beste kostuumontwerp           | Beste kostuumontwerp         | Genomineerd |
| 2020 | BAFTA Awards             | Beste casting                  | Beste casting                | Genomineerd |
| 2020 | Academy Awards           | Beste film                     | Beste film                   | Genomineerd |
| 2020 | Academy Awards           | Beste regie                    | Quentin Tarantino            | Genomineerd |
| 2020 | Academy Awards           | Beste acteur                   | Leonardo DiCaprio            | Genomineerd |
| 2020 | Academy Awards           | Beste mannelijke bijrol        | Brad Pitt                    | Gewonnen    |
| 2020 | Academy Awards           | Beste originele scenario       | Quentin Tarantino            | Genomineerd |
| 2020 | Academy Awards           | Beste camerawerk               | Robert Richardson            | Genomineerd |
| 2020 | Academy Awards           | Beste productieontwerp         | Beste productieontwerp       | Gewonnen    |
| 2020 | Academy Awards           | Beste kostuumontwerp           | Beste kostuumontwerp         | Genomineerd |
| 2020 | Academy Awards           | Beste geluidsmontage           | Beste geluidsmontage         | Genomineerd |
| 2020 | Academy Awards           | Beste geluidsmix               | Beste geluidsmix             | Genomineerd |